# Frösö IF
Frösö IF, bildad den 3 april 1921, är en idrottsförening i Frösön i Sverige, med flera verksamheter. Föreningen bildades ur ett gäng idrottsintresserade som gick samman 1910 och kallade sig "Bergviksgrabbarna" och utövade fotboll samt friidrottsgrenarna kulstötning och spjutkastning.

## Historia
Frösö IF:s grundare, och första ordförande, August Stenström avled den 7 juni 1945. Per Magnér skänkte på stående fot en tomt till en sportstuga åt Frösö IF. Det första spadtaget togs 1928, och 1932 stod stugan klar. Två år senare var lånet betalt, och 1936 var även utbyggnaden av stugan färdig. Föreningens ekonomi förbättrades i början av 2000-talet.

## Grenar

### Bordtennis
Bordtennis återupptogs 1978 efter några års uppehåll.

### Bowling
Frösö IF bedrev tidigare bowling, men bowlingen valde på 1990-talet att lämna föreningen.

### Casting
Frösö IF tog 1963 upp casting i sin verksamhet. Med Harry Dahlgren i spetsen har sektionen bland annat vunnit Norrlandsmästerskap.

### Fotboll
I fotboll började Frösö IF spela vänskapsmatcher 1923–1924. 1964 gjorde föreningens herrlag debut i Sveriges tredjedivision, och 1968 gjorde man en säsong i Sveriges andradivision. 1971 lämnade man Sveriges tredjedivision, efter flera uddamålsförluster.
1994 var fotbollsdamerna i Division I för första gången på länge. Frösö IF valde att hårdsatsa och köpte in både en tysk och rysk spelare som höll föreningen kvar i divisionen. 2010 vann föreningens flickor-13 Storsjöcupen och var även trea i Gothia cup. 

### Friidrott
Friidrottsektionen startade 1995. I slutet av 1990-talet klättrade Frösö IF upp till den tredje bästa i distriktet på ungdomssidan. Oskar Edqvist markerade föreningen upp på resultatlistorna runt om i Sverige bland annat genom att vinna skol-SM-guld i höjdhopp samt knipa mångkampsmedaljer på ungdoms-SM.

### Handboll
En handbollssektion för damer startades på 1950-talet.

### Innebandy
Innebandysektionen startades 1995 då ett gäng grabbar som kallade sig "Valla" övergick till Frösö IF med sitt lag. Flera lag startade och allt fler ungdomar slöt sig till sporten.

### Karting
Den 6 oktober 1968 anordnade Frösö IF en tävling i karting, med 1 500 åskådare.

### Orientering
Erik Edwall vann totalt fyra DM i orientering.

### Skidsport
1923 vanns det första distriktsmästerskapet åt Frösö IF, då Pelle Granlöv segrade vid tremilen på skidor för herrar. Under andra halvan av 1920-talet vann ofta någon inom trion Nisse Svärd, Sixten Strömberg och Alfred Hansson klubbtävlingarna. 1928 vann Asta Strömberg i skidåkning, föreningens första kvinnliga DM-tecken. Astas storasyster Sally var tillsammans med Sally Wiklund en stor kvinnlig stjärna inom skidåkningen.
En av föreningens stora stjärnor inom längdskidåkning på herrsidan under 1930-talet var Nisse Svärd. Han hörde till Sverige-eliten i några år, och slutade på tredjeplats vid FIS-mästerskapet i Oberhof i Tyskland 1931 och slutade på tionde plats vid olympiska vinterspelen 1932 i Lake Placid i delstaten New York.
I mellandagarna 1965 invigdes elljusspåret på Östberget med skidtävlingen "Frösörundan", där både svensk och icke-svensk elit medverkande. Men eftersom stolphöj, ledningsdragning och stagning var inte godkända enligt elljusspåret på Elsäkerhetsverket fick kommunen överta drift och skötsel av elljusspåret.
1939 stod den så kallade "Fälsklådan", föreningens första hoppbacke, färdig och den tillät hopplängder på 20 meter. I början av 1950-talet tog backhoppningen fart igen, efter att stagnerat under 1940-talet. Ungdomar som Björn Wallin, Karl-Evert Wikström, Bert Andersson, Bertil Karlsson och Janken Hallström, Stefan Svedner med flera vann flera backhoppningstävlingar. Den så kallade "Fläsklådan" revs 1958 och en ny hoppbacke (för 40-metershopp) började byggas 1959 intill Lövsta gård. I och med backens tillkomst ökade också aktiviteten. Frösö IF fick framgångar i backhoppning med utövare som Lars-Erik och Bertil Eriksson, Ingvar Svärd, Bjarne Olsson, Torsten Sundelin och Gunnar Jönsson.
Föreningen anordnade SM för juniorer i backhoppning och längdskidåkning under 1960-talet. Ännu en hoppbacke byggdes, för de yngre, och den stod klar 1962. 1999 revs Lövstas två hoppbackar, och Bert Sjödin byggde flera åkattraktioner på Lövstabadet. Underbacken blev avsats för vattenrutchbanorna. Frösö IF bedrev badet åt Bert Sjödin i två år.
Under 1940-talet hade Nils-Melcher Wikström framgångar i utförsskidåkning. I slutet av 1930-talet vann ofta någon av systrarna May Nilsson och Britt Nilsson ofta i slalom, och de vann både DM-guld och SM-guld. Frösön IF:s slalomsektion övergick under 1950-talet till Östersund-Frösö Slalomklubb.

### Terränglöpning
Frösö IF var framgångsrika i terränglöpning under 1920-talet. Thore Enochsson hade framgångar i långdistanslöpning, terränglöpning och orientering. Genombrottet Vid distriktsmästerskapen 1927 i Brunflo vann Frösö IF:s Erik Edwall och föreningen tog även både första och andra pris i lagtävlingen.

### Tyngdlyftning
I oktober 1960 startade Frösö IF tyngdlyftning. Torbjörn Nilsson blev svensk juniormästare 1961. Svensk juniormästare blev även Klas Wallmark 1963.